# Hymenoplia lata
Hymenoplia lata är en skalbaggsart som beskrevs av Lucas Friedrich Julius Dominikus von Heyden 1870. Hymenoplia lata ingår i släktet Hymenoplia och familjen Melolonthidae. Inga underarter finns listade i Catalogue of Life.